# كامل مبدر الكيلاني
كامل مبدر كامل عبد الوهاب الكيلاني وزير مالية عراقي سابق.

## سيرته
هو ابن مبدر الكيلاني السياسي المعروف في العهد الملكي شقيق رشيد عالي الكيلاني رئيس وزراء العراق في العهد الملكي قائد ثورة مايس الشهيرة ومن اقارب عبد الرحمن الكيلاني النقيب ، أول رئيس وزراء عراقي .
ولد ببغداد 1957 ونشأ في المملكة الأردنية الهاشمية وعاش هناك وكان له دور كبير فيها، عمل مديراً للمخازن العامة حتى عام 1994، حيث أحيل على التقاعد من الخدمة المدنية، وفي عام 1984 عين سفيراً للأردن في المملكة العربية السعودية، ليعود للعمل العام، وقد استمر بمهمة الدبلوماسية هذه حتى عام 1988، حيث عاد إلى الأردن بعدها، وقد صدرت الإرادة الملكية بتعيينه عضواً في مجلس الخبراء الأردني، حيث استمر عضواً في مجلس براء الدولة من عام 1998 وحتى عام 1999، وبعد انفضاض المجلس عين مستشاراً للمغفور له الملك حسين بن طلال لشؤون الأمن القومي، وبعد عودته للعراق، استوزر في عهد إياد علاوي - من ذرية الشيخ عبد القادر الجيلاني - خريج الجامعة المستنصرية. اصله من محافظة ديالى بعقوبة قرية السادة حيث مالزال بيت عمه رشيد عالي شاخصا وأبناء عمومته يسكنون هناك، توفي يوم 12-4-2011في المملكة الأردنية الهاشمية ونعته الدولة العراقية رسميا.

## جريدة الاندبينت البريطانية كتبت عنه
تخرج السيد كامل مبدر الكيلاني في كلية الإدارة والاقتصاد بالجامعة المستنصرية عام 1982. بعد أن أكمل الخدمة العسكرية في عام 1988 عمل مع إحدى المؤسسات المصرفية الأهلية (توماس كوك) لفترة تقارب السنة. دخل بعدها معترك العمل في القطاع الخاص كرجل أعمال تخصص في المجالات التجارية والصناعية ولا سيما قطاع المقاولات، إلى أن تم اختياره لمنصب وزير المالية في عهد العراق الجديد بتاريخ 1 أيلول/سبتمبر 2003.
وكلنا نتذكر تصريح كامل مبدر الكيلاني، وزير المالية العراقي في أول حكومة شكّلها الاحتلال خلال مشاركته في اجتماعات صندوق النقد الدولي بدولة الإمارات : ليس من داعٍ للقول أن الصناعة النفطية العراقية، هي الهدف الحقيقي للخصخصة لا غــــيرها. فمن الناحية الفعلية والواقعية، لا توجد هناك صنــــاعات عراقية مملوكة من الدولة تستحق الشراء أو تتمتع بقيـــــمة أكثر من النفط. من سيشتري مؤسسات تقوم علي تقنيات شرقيــــة تعود لعقد السبعينات، ناهيك عن تميــــزها بعدم الكفاءة، وانتفاخها بالبيروقراطية، وتآكل موجوداتها بعد 14 عاماً من الحصار.